# 里卡多·弗洛雷斯·马贡
西普里亚诺·里卡多·弗洛雷斯·马贡（西班牙語：Cipriano Ricardo Flores Magón；1874年9月16日—1922年11月21日）是一位墨西哥无政府主义者和社会改革活动家。他的兄弟恩里克和赫苏斯也活跃于政治舞台上。弗洛雷斯·马贡兄弟的追随者被称为“马贡主义者”。他被认为是引发墨西哥革命的社会运动的重要参与者。1904年，他流亡美国。1905年，他创建墨西哥自由党。1918年，他发表反战宣言，并因此被指控犯有煽动叛乱罪，最终被定罪并判处20年监禁，罪名是“妨碍战争努力”，这违反了美国1917年间谍法。1922年，他死在堪萨斯州的莱文沃斯联邦惩教所。他的死因一直存在争议，一些人认为他是被狱警故意杀害的，另一些人则认为他死于长期监禁导致的健康状况恶化。